# Supernatural (10.ª temporada)
A décima temporada de Supernatural, uma série de televisão americana de fantasia e terror criada por Eric Kripke, foi encomendada pela The CW em 12 de fevereiro de 2014, estreou no dia 07 de outubro de 2014 e terminou em 20 de maio de 2015, contando com 23 episódios. A temporada foi produzida pela Warner Bros. Television e Wonderland Sound and Vision, com Jeremy Carver como showrunner, sendo essa a terceira temporada no comando dele. A temporada foi ao ar na temporada de transmissão de 2014-15 às noites de terça-feira às 21h00, horário do leste dos EUA, nos primeiros 14 episódios e às quartas às 21h00 nos demais.
Esta é a primeira temporada a contar com Mark A. Sheppard como Crowley no elenco principal. Desde de sua introdução na quinta temporada, Sheppard era creditado como recorrente.
A décima temporada estrela Jared Padalecki como Sam Winchester, Jensen Ackles como Dean Winchester, Misha Collins como Castiel e Mark A. Sheppard como Crowley.
A temporada terminou com uma média de 2.02 milhões de espectadores e ficou classificada em 156.º lugar na audiência total.

## Enredo
Após ser ressuscitado pela Marca de Caim, Dean é agora um demônio, trabalhando ao lado de Crowley. Enquanto isso, Sam continua procurando por Dean. Depois que Dean se recusa a seguir a ordem de Crowley e o envergonha na frente de seus seguidores demônios, Crowley dá a Sam a localização de seu irmão. Por desistir de Dean, Sam dá a Crowley a Primeira Lâmina. Mais tarde, Sam, com a ajuda de Castiel, cura Dean usando sangue humano santificado. Depois de ser curado, Dean é lembrado por Castiel que a marca de Caim ainda é um problema. Dean e Sam ajudam Castiel a rastrear a filha Jimmy, Claire. Dean acaba massacrando vários homens que a mantêm cativa e perde o controle da Marca, um pesadelo que ele já tinha.
Enquanto isso, uma misteriosa nova bruxa entra em cena, sendo revelada ser a mãe de Crowley, Rowena. Um grande foco da temporada é a busca de Dean para superar a Marca de Caim e removê-la, se possível. Uma nova esperança de livrar Dean da Marca surge quando Charlie desenterra o Livro dos Condenados. Sam precisa de ajuda para ler e usar o livro e pede ajuda a Rowena. Ele também pede ajuda a Charlie, que decodifica o texto, mas é assassinada pelos Steins, uma família que controlou secretamente grande parte da história. Depois de massacrar os Steins, quase matando Castiel e fazendo com que outro caçador seja morto, Dean começa a se desesperar por estar livre da Marca, fazendo com que ele peça ajuda à Morte. Morte propõe colocar Dean em isolamento, longe da Terra, mas insiste que Dean deve matar Sam, que de outra forma trabalharia para trazê-lo de volta. Sam e Dean concordam que é para o bem do mundo. No último momento, entretanto, Dean aparentemente mata a Morte para salvar Sam. Alheia aos perigos, Rowena lança com sucesso o feitiço para remover a Marca e desencadeia a Escuridão, um mal primordial que foi mantido afastado pela Marca. Rowena também coloca Castiel sob um feitiço, então ele ataca Crowley enquanto ela escapa com o Livro dos Condenados.

## Elenco e personagens
| - Jared Padalecki como Sam Winchester - Jensen Ackles como Dean Winchester - Misha Collins como Castiel - Mark Sheppard como Crowley | - Rob Benedict como Chuck Shurlet - Jim Beaver como Bobby Singer |

### Participações
- Ruth Connell como Rowena
- Curtis Armstrong como Metatron
- Erica Carroll  como Hannah
- Travis Aaron Wade como Cole Trenton
- Kathryn Love Newton como Claire Novak
- Felicia Day como Charlie Bradbury
- Brit Sheridan como Kate
- Kim Rhodes como Jody Mills
- Brianna Buckmaster como Donna Hanscum
- Barclay Hope como Russel Wellington
- Dylan Everett como jovem Dean Winchester
- Timothy Omundson como Caim
- Ty Olsson como Benny Lafitte
- Julian Richings como Morte
- David Hoflin como Eldon Styne
- Marcus Flanagan como Monroe Styne
- Matt Bellefleur como Eli Styne
- Jud Tylor como Adina
- Raquel Riskin como Dar

Notas
1. ↑  Collins só é creditado nos episódios em que ele aparece.
2. ↑  Sheppard só é creditado nos episódios em que ele aparece.

## Episódios
| N.º geral | N.º na temp. | Título                                | Dirigido por          | Escrito por                                                          | Exibição original       | Cód. de produção | Audiência (milhões) |
| --- | ------------ | ------------------------------------- | --------------------- | -------------------------------------------------------------------- | ----------------------- | ---------------- | ------------------- |
| Especial | Especial     | "A Very Special Supernatural Special" | -                     | -                                                                    | 6 de outubro de 2014    | -                | 1.07                |
| Episódio especial em estilo documentário que relembra as primeiras nove temporadas de Supernatural. |              |                                       |                       |                                                                      |                         |                  |                     |
| 196 | 1            | "Black"                               | Robert Singer         | Jeremy Carver                                                        | 7 de outubro de 2014    | 4X5802           | 2.50                |
| Nas seis semanas que se passaram desde o final da nona temporada, o agora-demoníaco Dean tem vivido com seu novo amigo Crowley—participando de bares, cantando karaokê e dormindo com uma garçonete. Enquanto isso, Sam inconsciente do estado de Dean, tem procurado desesperadamente seu irmão desaparecido. Ele finalmente descobre a verdade através de Crowley depois de investigar a morte de um lealista a Abaddon que Crowley tinha propositadamente enviado para a sua morte atacando Dean. Crowley confessa que ele está enviando leais a Abaddon após descobrir que Dean precisa matar para 'alimentar' a Marca de Caim. Sam acompanha Dean e Crowley para Beulah, Dakota do Norte, mas é emboscado por um homem desconhecido, que também está procurando por Dean. Dean recebe um telefonema do homem, que exige que Dean se troque pela vida de Sam. No entanto, Dean não se importa mais com seu irmão, recusando o acordo, e desliga, deixando Sam nas mãos do sequestrador. Em outro lugar, um Castiel moribundo é abordado por Hannah, um de seus seguidores na temporada anterior, para ajudar a rastrear Daniel e Adina, dois anjos desonestos que se recusam a retornar ao Céu restaurado, em vez disso querendo a liberdade que a vida na Terra lhes dá. Enquanto Castiel compreende o casal, Hannah não, e uma luta acontece que resulta em Castiel ter que matar Daniel para salvar Hannah. Mais tarde, Hannah revela que ela não gosta da ideia de anjos assumindo valores humanos, já que ela teme que levaria ao caos. Castiel, no entanto, acha que é uma boa ideia. |              |                                       |                       |                                                                      |                         |                  |                     |
| 197 | 2            | "Reichenbach"                         | Thomas J. Wright      | Andrew Dabb                                                          | 14 de outubro de 2014   | 4X5803           | 2.13                |
| O sequestrador de Sam revela que seu nome é Cole e a razão pela qual ele está caçando Dean é porque Dean matou seu pai há doze anos. Ele tenta torturar Sam para ter a localização de Dean, mas Sam foge depois de advertir a Cole que Dean é um monstro. É revelado mais tarde que Cole o deixou escapar, e o segue até Dean. Enquanto isso, Crowley e Dean têm uma briga depois que Dean se recusa a seguir as ordens de Crowley e o envergonha na frente de seus súditos demoníacos. Percebendo que a situação saiu de seu controle, Crowley contata Sam com o paradeiro de Dean para ter Sam lidando com seu irmão. Sam oferece ajuda para Dean se tornar humano novamente, mas Dean está desinteressado, tendo encontrado uma espécie de liberdade em ser um demônio e em não se importar mais. Cole então embosca os irmãos e leva Dean em uma luta, mas é facilmente derrotado. Dean o deixa vivo para que ele tenha que viver com a vergonha de ter sido incapaz de vingar seu pai. Sam aproveita a oportunidade para capturar o distraído Dean. Em troca da ajuda de Crowley, Sam lhe dá a Primeira Lâmina. Cole, tendo aprendido sobre a natureza demoníaca de Dean, começa a pesquisar o sobrenatural, ainda determinado a se vingar de Dean. Em outro lugar, Hannah vai visitar Metatron em sua prisão, na esperança de fazer um acordo para salvar a vida de Castiel, mas Castiel consegue impedi-la, insistindo que ele respeita sua escolha de não se salvar por meios malignos. |              |                                       |                       |                                                                      |                         |                  |                     |
| 198 | 3            | "Soul Survivor"                       | Jensen Ackles         | Brad Buckner & Eugenie Ross-Leming                                   | 21 de outubro de 2014   | 4X5801           | 2.08                |
| Castiel e Hannah continuam sua jornada rumo ao bunker com Castiel cada vez mais fraco o tempo todo. Em um posto de gasolina, eles são atacados por uma vingativa Adina e um Castiel enfraquecido é deixado perto da morte. Antes que Adina possa matar os dois anjos, Crowley, tendo problemas com o reinado do Inferno devido ao seu tempo com Dean, mata Adina e rouba sua graça. Crowley dá a um relutante Castiel a graça de Adina, restaurando suas forças. Em troca, Crowley pede a Castiel para lidar com Dean. Depois de ter capturado Dean, Sam começa o processo de curá-lo usando o ritual que eles descobriram um ano e meio antes. Como o ritual continua, Dean provoca Sam sobre suas tentativas desesperadas para encontrá-lo, incluindo enganar um homem em vender sua alma para que ele pudesse interrogar um demônio da encruzilhada. Desconhecido para Sam, o ritual torna Dean humano o suficiente para que ele seja capaz de escapar e ele persegue Sam em todo o bunker. No entanto, Castiel finalmente chega e subjuga Dean. Eles são capazes de completar com sucesso o ritual e Dean é devolvido a ser humano, mas mantém a Marca de Caim. Em Tulsa, Oklahoma, uma misteriosa mulher ruiva senta em um quarto de hotel com dois homens apostados no teto. |              |                                       |                       |                                                                      |                         |                  |                     |
| 199 | 4            | "Paper Moon"                          | Jeannot Szwarc        | Adam Glass                                                           | 28 de outubro de 2014   | 4X5804           | 1.93                |
| Depois que Dean se tornou humano de novo, ele e Sam decidiram ter uma pausa na caça, e estão sentados nas margens de um lago, bebendo cerveja. No entanto, eles ficam sabendo o que parece ser um caso de lobisomem em Durham, Washington. Investigando, eles encontram Kate, o lobisomem que eles soltaram dois anos antes, e acreditam que ela é a assassina. Enquanto eles se preparam para matá-la, eles recebem uma ligação dizendo que há outro assassinato que Kate não poderia ter cometido, o que significa que há outro lobisomem responsável. Sam e Dean seguem o último telefonema de Kate e descobrem que o verdadeiro assassino é Tasha, a irmã de Kate, a quem Kate havia transformado para evitar que ela morresse de ferimentos fatais por um acidente de carro. Ao contrário de Kate, Tasha abraçou seus instintos monstruosos e começou a matar. Dean engana Kate para levá-los a sua irmã, mas Tasha revela que ela agora tem um "ninho" composto por dois homens que ela transformou, e tem os irmãos capturados. Tasha convida Kate para se juntar ao ninho também se ela matar Sam e Dean, mas Kate se recusa e, percebendo que a irmã que ela conhece está perdido para ela, mata-a antes de fazer sua fuga. Sam e Dean matam os dois lobisomens restantes. No final do episódio, Dean aceita que ele não está pronto para voltar a caçar ainda, mas sente que ele só quer fazer o bem depois de fazer tanto mal como um demônio. |              |                                       |                       |                                                                      |                         |                  |                     |
| 200 | 5            | "Fan Fiction"                         | Phil Sgriccia         | Robbie Thompson                                                      | 11 de novembro de 2014  | 4X5805           | 2.17                |
| Dean insiste que ele e Sam olhem para o desaparecimento de uma professora em Flint, Michigan. Eles ficam chocados ao descobrir que o musical da escola que a professora estava planejando fechar é baseado nos livros que descobriram na quarta temporada que tinha sido escrito sobre suas vidas pelo ex-profeta Chuck Shurley. Quando uma aluna também desaparece depois que ela também parou com planos de encerrar o musical, Sam e Dean finalmente perceberam que a deusa Calliope está por trás disso, visto que ela quer que o musical seja concluído, momento em que ela vai comer a escritora Marie. Ao tentar pegar Calliope antes que ela possa obter Marie, Sam é capturado por ela, enquanto Dean tem que lutar com um espantalho criado por ela. Com a ajuda da estudante e da professora que Calliope sequestrou, Sam a mata, fazendo com que ela e seu espantalho explodam, sendo este último testemunhado pelo público, que acredita que foram efeitos especiais e aplaude o musical. Marie dá Dean uma versão prop do seu amuleto antigo—um símbolo de sua irmandade com Sam, Dean tinha jogado fora na quinta temporada, quando ele perdeu a fé em Sam—que Dean acaba pendurado no espelho do Impala. Depois que os irmãos saem, Marie é recebida por Chuck que a felicita no musical. |              |                                       |                       |                                                                      |                         |                  |                     |
| 201 | 6            | "Ask Jeeves"                          | John MacCarthy        | Eric Carmelo & Nicole Snyder                                         | 18 de novembro de 2014  | 4X5806           | 2.54                |
| Checando o telefone velho de Bobby no Impala, Dean descobre que ele herdou algo de uma herdeira rica em New Canaan, Connecticut e ele e Sam decidem reivindicar como seus "parentes" mais próximos. No entanto, eles encontram um misterioso assassinato que parece ser os fantasmas da herdeira e seu marido que começam a assassinar as pessoas. As coisas ficam complicadas quando eles descobrem que não estão lidando com fantasmas, mas um metamorfo. Depois que um policial é assassinado, Sam e Dean se tornam os principais suspeitos e ficam presos enquanto a empregada, Olivia, se revela ser o metamorfo. Ela explica que é a filha ilegítima da herdeira de um caso com um cambista. Seu verdadeiro pai tentou reivindicá-la, mas foi morto por Bobby, que concordou em poupar Olivia em troca de sua prisão para a segurança de todos. Bobby cuidaria de Olivia se acontecesse alguma coisa à sua mãe. Após a morte de sua mãe, seu mordomo, o único outro a saber a verdade, libertou Olivia por piedade e deu-lhe um emprego como empregada doméstica. No entanto, ela está enojada com a ganância de sua família e os quer mortos. Sam e Dean conseguem se libertar e Sam e Olivia participam de um jogo mortal de gato e rato que termina quando Dean atira enquanto ela está distraída. No entanto, possivelmente sob a influência da Marca de Caim, Dean descarrega várias balas a mais em seu corpo, preocupando Sam. A família concorda em manter a presença dos Winchester em segredo e Sam e Dean descobrem que Bobby só herdou a chave do sótão onde Olivia estava presa. |              |                                       |                       |                                                                      |                         |                  |                     |
| 202 | 7            | "Girls, Girls, Girls"                 | Robert Singer         | Robert Berens                                                        | 25 de novembro de 2014  | 4X5807           | 2.30                |
| Depois que Dean descobre que sua data de um aplicativo de namoro está ajudando demônios a fazer acordos, Sam e Dean investigam um bordel demoníaco. Antes que eles possam chegar lá, a bruxa Rowena chega primeiro e mata Raoul, o demônio responsável e recruta as prostitutas como suas aprendizes. Ela explica que ela foi expulsa do Grande Coven há muito tempo e agora quer recuperar seu poder. Sam e Dean acompanham ela até um hotel de luxo, mas têm de enfrentar os demônios de Crowley e uma das meninas depois que Crowley pega antes que eles possam. Dean capta Rowena, mas é confrontado por Cole que obriga Dean a deixá-la ir. Dean derrota Cole, mas em vez de matá-lo, diz a verdade sobre o que aconteceu: o pai de Cole era um tipo desconhecido de monstro que Dean estava caçando e que estava comendo fígados. Cole está relutante em aceitar a verdade, mas Dean o convence a largar sua vingança e voltar para sua família. Ao mesmo tempo, Castiel e Hannah continuam a rastrear anjos desonestos, mas são encontrados pelo marido do receptáculo de Hannah, Caroline. Hannah decide voltar para o Céu para que Caroline possa voltar para sua família e Castiel a leva para casa. Enquanto Rowena escapou de Sam e Dean, demônios que trabalham para Crowley capturam ela e Crowley fica chocado ao vê-la, já que Rowena é sua mãe. |              |                                       |                       |                                                                      |                         |                  |                     |
| 203 | 8            | "Hibbing 911"                         | Robert Singer         | História por : Jenny Klein & Phil Sgriccia Roteiro por : Jenny Klein | 2 de dezembro de 2014   | 4X5808           | 2.33                |
| A xerife Jody Mills vai ao retiro de xerife em Hibbing, Minnesota, onde conhece a xerife Donna Hanscum, que é exagerada e amigável. No entanto, os corpos começam a aparecer com tudo comido e Jody chama Sam e Dean enquanto investigava com a ajuda de uma Donna despreocupada. Donna descobre a verdade depois de encontrar um xerife local, Len, de pé sobre outro policial com presas de vampiro. Sam e Dean descobrem que Len tem escondido evidências dos assassinatos estranhos e são forçados a dizer a verdade a Donna. Com a ajuda de Donna, os Winchester seguem Len para uma fazenda onde são capturados por um grupo de vampiros liderados por Star. Star explica que Len costumava ser seu líder que lhes ensinou a consumir tudo, não apenas sangue antes de crescer uma consciência e trabalhando para proteger os seres humanos em vez de machucá-los. Depois que Len recusa matar os caçadores, Star o mata, mas Dean consegue se libertar e matar dois dos três vampiros. Donna liberta também e mata Star quando ela tenta prejudicar Jody. Depois, Jody oferece ensinar Donna sobre a caça, enquanto Dean diz a Sam que por uma vez sentiu que a Marca de Caim não estava alimentando suas ações, que ele foi ele próprio pela primeira vez em algum tempo |              |                                       |                       |                                                                      |                         |                  |                     |
| 204 | 9            | "The Things We Left Behind"           | Guy Bee               | Andrew Dabb                                                          | 9 de dezembro de 2014   | 4X5809           | 2.62                |
| Sentindo-se culpado sobre o que ele fez para o seu receptáculo e sua família, Castiel procura Claire Novak em uma casa de grupo em Pontiac, Illinois. Ele a solta, mas ela foge, então ele chama Sam e Dean para ajudar a localizá-la. Eles a acham tentando roubar uma loja de conveniência para ajudar o homem com quem ela vive, Randy, pagar suas dívidas com um emprestador. Depois de culpar Castiel por tudo o que aconteceu com ela, Claire foge para Randy, que vende ela para o emprestador para liquidar suas dívidas. Castiel a resgata, mas sob a influência da Marca de Caim, Dean massacra Randy, o emprestador e todos os seus homens, algo sobre o qual ele anteriormente tinha um pesadelo. Ao mesmo tempo, Rowena tenta chegar até Crowley, falhando até que ela o vire contra um de seus próprios homens e Crowley o mata para salvá-la. |              |                                       |                       |                                                                      |                         |                  |                     |
| 205 | 10           | "The Hunter Games"                    | John Badham           | Eugenie Ross-Leming & Brad Buckner                                   | 20 de janeiro de 2015   | 4X5811           | 2.42                |
| Precisando obter a Marca de Caim fora de Dean, Castiel tem Metatron trazido do Céu para que ele e os Winchester podem questioná-lo, vendo o conhecimento de Metatron como sua única esperança. Metatron concorda em dizer a eles e lhes diz que eles precisam da Primeira Lâmina que Crowley tem escondido. Sam e Dean se encontram com Crowley que relutantemente concorda em recuperar a lâmina de uma cripta em Guam, mas depois lhes diz que ele só vai dar-lhes se tiverem o resto do feitiço. Dean exige que Metatron lhes dê o resto, mas ele afirma que vai querer algo para cada informação. Metatron provoca Dean em atacá-lo, fazendo com que ele caia mais e mais sob a influência do Marca. Dean está perto de matar Metatron, mas é interrompido por Sam e Castiel que leva Metatron de volta ao Céu, em vez de arriscar sua vida. No entanto, Metatron deixa uma possível pista para eles pensarem: "o rio termina na fonte". Sam sugere que parte de bater o poder da Marca envolve Dean realmente lutando como Caim fez ao invés de abraçá-lo. Ao mesmo tempo, Rowena conspira contra Crowley, usando um feitiço para induzir um pesadelo e espionar o encontro de Crowley com os Winchester. Rowena envia um demônio chamado Gothrey para obter a Primeira Lâmina, em seguida, mata-lo, mas quando Crowley caminha sobre ela, ela torce a situação para sua vantagem, tornando-o suspeito dos Winchester e fazendo com que ele não dar-lhes a lâmina. Durante este tempo, Castiel tenta ajudar a filha de seu receptáculo, Claire Novak, mas ela recusa sua ajuda e se encontra com um casal que sugerem que ela mate Dean. Claire atrai Dean em uma armadilha, mas muda de ideia no último minuto e o adverte do ataque. Dean derrota o casal facilmente, mas em vez de dar a raiva da Marca, deixa-os ir. Castiel mais tarde encontra Claire que decidiu encontrar uma nova vida longe dele, mas promete manter contato. |              |                                       |                       |                                                                      |                         |                  |                     |
| 206 | 11           | "There's No Place Like Home"          | Phil Sgriccia         | Robbie Thompson                                                      | 27 de janeiro de 2015   | 4X5810           | 2.06                |
| Enquanto procura por pistas sobre como remover a Marca de Caim, Sam encontra um vídeo de Charlie Bradbury batendo um promotor. Acreditando que Charlie pode estar trabalhando em um caso como esta não era a única pessoa que ela atacou, Sam e Dean investigam e descobrem que o promotor estava envolvido em um encobrimento das mortes dos pais de Charlie em um acidente por dirigir bêbado. Rastreamento uma mulher envolvida, eles encontram uma Charlie sombria que foge depois de furar o pneu do Impala e bater em Dean. Para sua surpresa, outra Charlie aparece e explica que, a fim de ganhar a guerra em Oz, ela fez um acordo com o Mágico de Oz para se dividir em seus lados bom e sombrio. Ela não pode retornar a Oz para pedir ajuda ao Mágico já que a Charlie Sombria quebrou a Chave para Oz. Sam e Charlie investigam a chave para achar uma maneira de consertá-la, enquanto Dean tenta proteger Russell Wellington, o homem que matou os pais de Charlie. No entanto, Charlie Sombria engana Dean e mata o homem de qualquer maneira. Ela então sai com o Impala para encontrar Sam e Charlie que descobrem um ex-Homem de Letras chamado Clive Dylan que poderia ajudá-los. Clive ajuda-os a convocar o Mago que é seu lado negro para que eles possam forçar o Mestre a reverter a divisão. Enquanto Sam e Charlie confrontam o Feiticeiro, Dean luta contra Charlie e brutalmente bate nela. Para parar o feiticeiro, Charlie mata Clive que mata o Feiticeiro também. Sam impede Dean de matar a Charlie Sombria e eles são capazes de reverter a divisão. Charlie é incapaz de voltar a Oz e assim se dedica a ajudar a se livrar da Marca de Caim, perdoando Dean por suas ações. No entanto, ele se recusa a perdoar a si mesmo. |              |                                       |                       |                                                                      |                         |                  |                     |
| 207 | 12           | "About a Boy"                         | Serge Ladouceur       | Adam Glass                                                           | 3 de fevereiro de 2015  | 4X5812           | 2.21                |
| Dean se trava no bunker por uma semana pesquisando a Marca de Caim até que Sam convence ele a investigar um caso em Pendleton, Oregon, onde um homem desapareceu em um flash de luz. Enquanto no bar à procura de pistas, Dean encontra uma mulher chamada Tina, que ele passa o dia conversando. Quando ela sai, ele percebe um homem seguindo ela e Tina desaparece em um flash de luz também. Quando Dean investiga, o homem usa um saco hexagonal em Dean e ele se encontra trancado em uma cela e com a idade de 14 anos com uma adolescente Tina na cela ao lado dele. Com a ajuda de Tina, Dean escapa e retorna a um Sam atordoado que determinou que eles estão lidando com uma bruxa depois de encontrar milefólio no bar onde Dean desapareceu. Sam e Dean retornam à casa da bruxa onde encontram Tina e capturam o homem que se revela Hansel de Hänsel und Gretel (João e Maria, no Brasil). Hansel explica que Hansel e Gretel era uma história verdadeira, só que a história teve um final feliz, enquanto na realidade ele foi forçado a ajudar a bruxa Katja comer crianças por séculos e comer o coração de Gretel quando tentavam escapar. Hansel diz a eles como reverter o feitiço e oferece sua ajuda para parar Katja. No entanto, quando Sam e Dean tentam matá-la enquanto se prepara para comer Tina, Hansel revela-se como mau e desarma eles. Os irmãos ficam surpresos quando Katja revela que ela foi enviada pelo Grande Coven para parar Rowena, mas lutam contra ela e Hansel antes que eles possam descobrir mais. Eles perdem, mas Dean consegue pegar o saco hexagonal de Hansel e reverter o feitiço sobre si mesmo. Voltando ao seu eu habitual, Dean rapidamente mata Hansel e cozinha Katja em seu próprio forno. Depois, eles são incapazes de reverter Tina ao normal visto que o saco hexagonal queimou com Katja. No entanto, quando os irmãos oferecem para recriar o feitiço para ela, Tina se recusa, como ela vê isso como uma segunda chance, uma vez que ela tem até agora uma vida ruim. Depois de deixar Tina na estação de ônibus, Sam e Dean contemplam as informações sobre o Grande Coven e o retorno da Marca, que tinha desaparecido quando Dean estava um adolescente. |              |                                       |                       |                                                                      |                         |                  |                     |
| 208 | 13           | "Halt & Catch Fire"                   | John Showalter        | Eric Charmelo & Nicole Snyder                                        | 10 de fevereiro de 2015 | 4X5813           | 1.98                |
| Sam e Dean investigam um caso em Spencer, Iowa, onde um caminhão misteriosamente dirigiu-se fora de uma ponte, matando seu motorista, Billy. Acreditando ser o fantasma do irmão morto de Billy, Sam e Dean queimam o caminhão, mas logo depois, uma garota chamada Julie é estrangulada por seu próprio cabo de computador depois de receber mensagens ameaçadoras na Internet. Seguindo as pistas na mensagem os levam a um homem chamado Andrew Silver, que morreu em um acidente de carro, mas eles são incapazes de colocá-lo para descansar visto que ele foi cremado e não parece estar ligado a nada. Depois que um garoto chamado Kyle é morto, eles se confrontam com sua amiga Delilah, que revela que os quatro estavam envolvidos no acidente, onde causaram o acidente e não tentaram salvar Andrew depois que seu carro foi incendiado por fios elétricos. Sam e Dean percebem que Andrew está se vingando e está na Internet, usando os fios de energia para acessar uma torre Wi-Fi nas proximidades quando ele foi morto. Dean protege Delilah de Andrew enquanto Sam conversa com sua esposa, Corey, que admite que sabia que ele estava lá e não queria deixá-lo ir. Quando Dean é incapaz de parar Andrew ou convencê-lo a seguir em frente, Corey fala com ele através do telefone e convence Andrew a deixar sua vingança e descansar em paz. Depois, Delilah visita Corey para contar o que realmente aconteceu ao marido. Enquanto isso, Dean decide que ele não vai desistir de lutar contra a Marca de Caim, mas ele não vai continuar procurando uma cura. |              |                                       |                       |                                                                      |                         |                  |                     |
| 209 | 14           | "The Executioner's Song"              | Phil Sgriccia         | Robert Berens                                                        | 17 de fevereiro de 2015 | 4X5814           | 2.09                |
| Sam e Dean sabem que Caim sequestrou um assassino em série chamado Tommy Tolliver enquanto, ao mesmo tempo, Castiel descobre um cemitério cheio de vítimas de Caim. Caim confronta Castiel, revelando que ele voltou sob a influência da Marca de Caim e está agora matando seus descendentes, acreditando que sua linhagem é corrompida. A fim de parar Cain, Dean pede para Crowley dar-lhe a Primeira Lâmina, mentindo ao dizer que Caim quer Crowley morto. Como resultado, Crowley resolve adiar o desejo de sua mãe Rowena de matar uma bruxa do Grande Coven para ajudar os Winchester. Trabalhando juntos, os quatro prendem Caim na armadilha do diabo, um símbolo mítico que compremete seus poderes, quando ele chega para matar sua próxima vítima, um menino de doze anos. Dean confronta Caim sozinho que lhe diz que não há cura para a Marca de Caim e é apenas melhor aceitar seu poder. Dean e Caim lutam, mas Dean perde enquanto ele estar com medo de perder a sua humanidade. No entanto, Dean eventualmente consegue obter a vantagem e pergunta se Caim vai desistir de matar novamente. Com a declaração de Caim de que ele nunca vai parar, Dean o mata, devastado pelo fato de que não parece haver saída para ele. Apesar de seus medos, Dean consegue manter o controle de si mesmo, mas entrega para Castiel a Primeira Lâmina em vez de Crowley como ele prometeu, chocando Crowley com suas mentiras. Rowena depois diz a Crowley que ele não é mais um rei e não é nada além do cachorrinho dos Winchester. Enquanto Sam expressa a crença de que se Dean poderia matar Caim sem perder sua humanidade, ainda há esperança para ele, ele diz em particular a Castiel que Dean está em apuros. |              |                                       |                       |                                                                      |                         |                  |                     |
| 210 | 15           | "The Things They Carried"             | John Badham           | Jenny Klein                                                          | 18 de março de 2015     | 4X5815           | 1.73                |
| Dean encontra um caso em Fayetteville, Carolina do Norte, onde um homem chamado Rick bebeu sangue de uma mulher e depois cometeu suicídio. Suspeitando que seja um rugaru ou um deus pagão, Sam e Dean checam e descobrem que um amigo do assassino, Kit, está exibindo os mesmos sintomas. Durante a investigação, eles encontram Cole Trenton, o homem que tinha tentado matar Dean, que é um amigo de Kit e estava olhando para suas ações ele mesmo. Relutantemente, os Winchester e Cole se juntam para tentar encontrar Kit que exibe uma sede antinatural, bebendo várias garrafas de água e matando um homem e bebendo seu sangue. Usando seus contatos, Cole é capaz de descobrir que Kit e Rick foram recentemente envolvidos em uma missão de resgate no Iraque, onde o homem que resgatou os atacou e foi morto. Cole segue Kit para uma cabine onde Kit ataca e infecta Cole com um verme khan (do episódio "And Then There Were None" da sexta temporada) antes de fugir. Sam e Dean percebem que o soldado resgatado na última missão de Kit e Rick deve ter infectado e Sam começa a rastrear Kit enquanto Dean tenta salvar Cole. Quando a eletricidade não funciona, Dean e Cole percebem que a desidratação pode e Cole começa a suar perto de uma fogueira. Eventualmente, o verme sai e Dean o mata, no entanto, Sam é incapaz de salvar Kit e mata ele em auto-defesa. Cole retorna à sua família com uma nova compreensão do que Sam e Dean fazem e o que aconteceu com seu pai, enquanto Sam sente uma culpa imensa por sua incapacidade de salvar Kit. |              |                                       |                       |                                                                      |                         |                  |                     |
| 211 | 16           | "Paint It Black"                      | John Showalter        | Brad Bucker & Eugenie Ross-Leming                                    | 25 de março de 2015     | 4X5816           | 1.70                |
| Sam e Dean investigam um caso em Worcester, Massachusetts, onde três homens foram horrivelmente mortos em duas semanas, dois por suicídio e um por sua esposa assassiná-lo. No entanto, a esposa não tinha memória do assassinato, então eles acreditam que é um caso de posse de fantasma, pois não há sinal de um demônio e não se encaixa a maneira como eles fazem as coisas. A única ligação que podem encontrar entre as vítimas é que todos foram confessar, de modo que Dean visita a confissão com a esperança de tirar o fantasma. No processo, ele admite que enquanto ele sempre sentiu que ele iria morrer de caça, ele sente que o tempo se aproxima e ele não está pronto para isso. É revelado que o fantasma é o de uma freira chamada Isabella que em 1520 se apaixonou por um artista chamado Piero que não a amava, assim ela foi enviada para um convento pela sua família para lidar com sua dor. Outra freira, Irmã Mathias, que conversou com Isabella, ouve Sam e Dean conversando sobre o que está acontecendo e lê o diário de Isabella para saber que ela matou Piero depois de encontrá-lo na cama com outra mulher. Ela alerta Sam e Dean e Dean ordena Sam a queimar o diário, acreditando que Isabella estava ligada a ele visto que ela foi queimada na fogueira como uma bruxa devido à natureza horrível de seu crime. Enquanto Dean tenta lutar contra Isabella possuindo irmã Mathias, Sam lê o diário e descobre que o sangue de Isabella e parte de seu dedo foram usados para criar a pintura que Piero fez dela. Sam sai e queima a pintura, destruindo Isabella. Mais tarde, Sam diz a Dean que ele realmente acredita que há uma cura para a Marca de Caim e eles precisam continuar procurando, mas Dean não está entusiasmado com isso. Ao mesmo tempo, Crowley captura Olivette, a grande sacerdotisa do Grande Coven, para Rowena. Olivette revela que o Grande Coven foi devastado pelos Homens de Letras e é realmente muito fraco agora. Ela explica que os Homens de Letras saquearam os feitiços e poções do Coven e os esconderam em bunkers em todo o mundo e os únicos Homens de Letras sobreviventes conhecidos são Sam e Dean. Isso faz com que Rowena, que transforma Olivette em um hamster, para usar o relacionamento de Crowley com Sam e Dean na esperança de chegar à pilhagem. |              |                                       |                       |                                                                      |                         |                  |                     |
| 212 | 17           | "Inside Man"                          | Rashaad Ernesto Green | Andrew Dabb                                                          | 2 de abril de 2015      | 4X5817           | 1.70                |
| Depois de Dean tem um pesadelo de todo massacre que ele causou sob a influência da Marca, Sam procura uma cura por conta própria com a ajuda de Castiel enquanto mentia para Dean sobre o que ele está fazendo. Conhecendo o único com possível conhecimento de uma cura, Metatron, Sam e Castiel tentam obtê-lo do Céu, mas são impedidos de entrar por Hannah porque Metatron é muito perigoso para ser solto. Desesperado, Sam e Castiel obtem a ajuda de um psíquico para contatar Bobby Singer no Céu para soltar Metatron. Bobby é capaz de obter Castiel e Metatron fora, mas é visto pela última vez sendo abordado por Hannah e vários outros anjos para ser punido por suas ações. Na Terra, Castiel remove a graça de Metatron, tornando-o humano e sob ameaça de morte, Metatron admite que ele realmente não tem conhecimento de uma cura para a Marca e mentiu antes. Para impedir Sam de matá-lo, Metatron admite que há um pouco da graça de Castiel em um lugar e oferece para levá-lo a ela em troca de sua vida. Relutantemente, Castiel concorda e foge com Metatron para encontrá-lo. Ao mesmo tempo, Dean está bebendo em um bar, onde Rowena tenta matá-lo com três homens sob seu controle e um feitiço. Dean é capaz de bater nos homens e a Marca torna imune ao feitiço, mas ele a deixa ir para salvar a vida dos homens. Rowena tenta enganar Crowley para matar Dean por ela, revelando que a Marca é apenas uma maldição antiga, mas Dean e Crowley conversam em vez disso e Dean ajuda Crowley a perceber o quão pouco Rowena significa para ele e ele a manda ir embora. Sam e Dean mais tarde mentem um para o outro sobre o que eles fizeram e Sam lê uma carta de Bobby que Castiel lhe entregou mais cedo, lhe dando conselhos. |              |                                       |                       |                                                                      |                         |                  |                     |
| 213 | 18           | "Book of the Damned"                  | P. J. Pesce           | Robbie Thompson                                                      | 15 de abril de 2015     | 4X5818           | 1.76                |
| Charlie contata Sam e Dean, tendo encontrado o Livro dos Condenados. No entanto, ela é acompanhada por Jacob Styne, que está determinado a encontrar o livro também, alegando que pertence à sua família. Sam e Dean se encontram com Charlie e tentam traduzir o livro que chama Dean para ser usado. Dean descobre com os arquivos de Homens de Letras que o homem e sua família são a família Styne, uma família que usou o livro para cometer atos maléficos até que foi tirado deles um século antes. Depois de um encontro com Jacob, Dean ordena Sam para queimar o livro por ser perigoso. Sam parece queimar o livro durante uma luta com Jacob e sua família são mortos, mas adverte que outros Stynes nunca parará até que eles recuperem o livro. É revelado mais tarde que Sam manteve o livro intacto porque é a única chance de remover a Marca de Caim, não importa as consequências. Ao mesmo tempo, Castiel e Metatron procuram a graça de Castiel, sendo atacado por um Cupido irado ao longo do caminho. Procurando a graça dentro de uma biblioteca, Metatron incapacita Castiel com um feitiço e toma a tábua dos demônios, o que ele realmente tinha vindo à procura. No entanto, Castiel consegue recuperar a sua graça e é restaurado com mais poder, embora suas asas ainda estão quebradas. Sam e Castiel não dizem a Dean que Metatron está solto com a tábua. Depois de uma celebração com Dean, Castiel e Charlie, Sam se encontra com Rowena, acreditando que ela é a única capaz de traduzir o livro. |              |                                       |                       |                                                                      |                         |                  |                     |
| 214 | 19           | "The Werther Project"                 | Stefan Pleszczynski   | Robert Berens                                                        | 22 de abril de 2015     | 4X5819           | 1.63                |
| Sam se encontra com Rowena na esperança de traduzir o Livro dos Condenados. Rowena concorda em troca de Sam matar Crowley para ela e revela que ela não pode realmente ler o livro, apenas uma bruxa morta chamada Nadia poderia. No entanto, Nadia deixou para trás um códice especial, que os Homens de Letras tomaram quando eles a mataram. Sam começa uma busca pelo códice e descobre que Magnus o tinha escondido dentro da Caixa de Pandora, um cofre que fez com que quem tentasse abri-lo se matasse. Sam vai encontrar a caixa em St. Louis, Missouri, onde ele é acompanhado por Dean depois de tentar deixá-lo para trás. Depois de ser barrada por Suzie (uma mulher cuja família morreu na década de 70, depois que ela tentou abrir a caixa), Sam entra na casa com a ajuda de Dean e tenta desarmar o sistema com um feitiço. No entanto, ele não tem sucesso e desencadeia um feitiço que aprisiona Sam, Dean e Suzie em alucinações que tentam fazer com que eles se matem. Suzie faz, enquanto Sam é salvo por Rowena, que ele equipa para desarmar a caixa. Sam descobre que a única maneira é que um Homem de Letras derrame todo seu sangue sobre a caixa, que ele começa a fazer para salvar Dean. Ao mesmo tempo, Dean alucina que está no Purgatório com seu velho amigo Benny, que o encoraja a se matar para impedir que Sam e Castiel tenham que fazer isso depois Dean quase faz, mas ele sabe que a Marca não permitirá que ele se mate e também, ele vê através da ilusão que o verdadeiro Benny nunca iria querer que ele fizesse isso, então ele mata "Benny", liberando-se do feitiço. É revelado que Sam tinha estado alucinando a presença de Rowena, e Dean impede Sam de se matar e derrama seu próprio sangue na caixa, quebrando o feitiço e abrindo-o. Sam e Dean pegam o códice e Dean destrói a caixa para ter certeza de que não é mais uma ameaça. Sam leva o códice para Rowena, mas a acorrenta para certificar-se de que ela só usa o livro para se livrar da Marca de Caim. |              |                                       |                       |                                                                      |                         |                  |                     |
| 215 | 20           | "Angel Heart"                         | Steve Boyum           | Robbie Thompson                                                      | 29 de abril de 2015     | 4X5820           | 1.74                |
| Enquanto procura sua mãe em Tulsa, Oklahoma, Claire é batida inconsciente e Castiel chama Sam e Dean para ajudar. Depois que Claire explica o que ela está tentando fazer, os Winchester e Castiel decidem ajudá-la. Dean e Castiel interrogam Ronnie Cartwright, o homem que a nocauteou, que segundo o diário de Amélia, foi a última pessoa a vê-la. Depois que Dean fica áspero, Ronnie admite que ele enviou Amelia para um curandeiro chamado Peter Holloway que tinha curado a sua visão. No entanto, ele desistiu depois de ver que Holloway não era bom. Depois que eles saem, Ronnie chama Holloway que o cega novamente e o mata. Usando essa informação, Sam é capaz de rastrear Holloway em uma casa de fazenda, mas deixa Dean e Claire para trás devido aos efeitos da Marca de Caim sobre Dean piorar. Castiel encontra Amelia que está presa em uma vida de sonho onde ela se reuniu com Jimmy e acorda, mas ela é extremamente fraca e ele é incapaz de curá-la. Sam é capturado por Holloway ao mesmo tempo em que Dean e Claire percebem que ele é um dos Grigori, um grupo de anjos que atacam os humanos. Holloway, revelando-se como Tamiel, diz a Sam que ele está se escondendo na Terra dos outros anjos alimentando-se de almas humanas desde o início, vendo os anjos e os humanos como inferiores a ele. Depois, Dean, Sam, Castiel e Claire vêm para o resgate de Amelia, mas são incapazes de derrotar Tamiel. Amelia se sacrifica para salvar Claire, que então mata Tamiel com sua própria lâmina em vingança. Amelia está reunida com seu marido Jimmy no Céu, enquanto os Winchester decidem enviar Claire para morar com Jody. Claire finalmente perdoa Dean e Castiel por seus papéis na morte de seu pai e Dean dá a ela um livro de mitologia já que ele percebe que ela está pretendendo se tornar uma caçadora. |              |                                       |                       |                                                                      |                         |                  |                     |
| 216 | 21           | "Dark Dynasty"                        | Robert Singer         | Eugenie Ross-Leming & Brad Buckner                                   | 6 de maio de 2015       | 4X5823           | 1.45                |
| Querendo pegar o Livro dos Condenados de volta, Monroe Styne envia seu filho, Eldon, para localizar Sam e Dean para encontrá-lo. Eldon e outro membro da família embosca Dean, mas ele consegue matar o outro membro da família e captura Eldon. Eldon explica a Dean que a família Styne existe há milhares de anos e colhe os órgãos que eles transplantam em si mesmos para torná-los sobre-humanos. Os Stynes causam e aproveitam vários desastres na história para fazer um lucro, incluindo a ascensão de Adolf Hitler ao poder e os ataques de 11 de setembro. A família é mundial e era anteriormente conhecida pelo nome Frankenstein antes Mary Shelley descobrir seus segredos e escreveu um livro sobre isso. Depois que Eldon revela que o Livro dos Condenados não pode ser destruído, Dean vai confrontar Sam e Eldon escapa cortando seu próprio braço. Ao mesmo tempo, Crowley procura sua mãe desaparecida com ajuda de Olivette, e Sam, Rowena, Castiel e Charlie trabalham em decodificar o Livro. Quando Castiel leva Rowena para outro quarto para permitir que Charlie trabalhe em paz, Castiel percebe que Charlie deixou a destilaria e está trabalhando no Codex em um motel, que ela finalmente consegue decodificar. No entanto, ela é atacada por Eldon. Sam e Dean, que finalmente descobriram a verdade, avisam a Charlie para dar a Eldon o que ele quer, mas ela destrói seu computador em vez de deixar Eldon obter suas anotações. Pouco depois, Sam e Dean a encontram morta em uma banheira, assassinada por Eldon. Desconhecido para eles, no entanto, como seu último ato, Charlie enviou por email suas notas sobre como quebrar o código para que eles para que pudessem terminar o seu trabalho. |              |                                       |                       |                                                                      |                         |                  |                     |
| 217 | 22           | "The Prisoner"                        | Thomas J. Wright      | Andrew Dabb                                                          | 13 de maio de 2015      | 4X5821           | 1.75                |
| Devastado pela morte de Charlie, Sam e Dean cremam seu corpo. Dean decide matar a família Styne em vingança por seu assassinato, e Sam ordena Dean para que ele deixe de trabalhar em encontrar uma cura para a Marca no Livro dos Condenados. Depois de perceber o e-mail de Charlie ao dizer a Castiel sobre sua morte, no entanto, ele decide continuar e mostra o e-mail para Rowena. Rowena agora pode decifrar os segredos do Livro, mas só o fará quando Sam matar Crowley; Assim, Sam atrai Crowley em uma armadilha e tenta matá-lo. Crowley sobrevive, mas, amargurado pela traição de Sam e rejeição de suas tentativas de ser bom, re-abraça seu lado mal, agora planeja matar Rowena por organizar sua morte. Enquanto isso, Dean segue os Stynes para Shreveport, Louisiana, onde é preso pela polícia corrupta antes de forçar o xerife a dizer-lhe onde encontrar os Stynes. Dean é capturado ao atacar sua mansão e eles se preparam para dissecá-lo, mas ele escapa e brutalmente mata os membros da família que estavam lá. Quando ele retorna ao bunker, ele encontra os três últimos Stynes roubando, e mata todos os três, apesar do pedido de misericórdia do mais jovem dos Styne. Castiel chega e argumenta com Dean, mas Dean o bate selvagemente e se aproxima de matá-lo com uma lâmina de anjo. Antes de sair, ele avisa a Castiel que ele vai matar ele e Sam se vê-los novamente. |              |                                       |                       |                                                                      |                         |                  |                     |
| 218 | 23           | "Brother's Keeper"                    | Phil Sgriccia         | Jeremy Carver                                                        | 20 de maio de 2015      | 4X5822           | 1.73                |
| Dean continua a caçar, mas a marca o afeta ao ponto que ele deixa outro caçador morto. Percebendo que ele foi longe demais, Dean convoca Morte para matá-lo antes que ele machuque qualquer outra pessoa. A Morte explica que a Marca é a fechadura na prisão de um mal antigo chamado a Escuridão, uma força terrivelmente destrutiva e amoral que foi derrotada por Deus e seus Arcanjos e trancada, e se a marca é removida sem ser repassada, a Escuridão será libertada. Ele concorda em transportar Dean longe, em troca de ele matar Sam para que Sam não tente resgatá-lo. Dean chama Sam e explica que ele sente que eles são maus e livrar o mundo de ambos é para o bem maior. A Morte entrega sua foice a Dean. Sam finalmente concorda, mas lembra Dean de como ele é bom e seu amor por sua família. No último momento, em vez de matar Sam, Dean acerta a foice na Morte, que desmorona em pó. Ao mesmo tempo, Rowena concorda em remover a Marca do braço de Dean em troca de sua liberdade e Castiel chama Crowley para obter os ingredientes necessários. Um deles prova ser um jovem que Rowena se preocupa profundamente e ela tem que se sacrificar pelo feitiço. Inconsciente das consequências, Rowena lança o feitiço e a Marca é removida, mas ela escapa, lançando um feitiço em Castiel que o faz atacar Crowley. Com a Marca desaparecida, a Escuridão é libertada no mundo. Em cada lugar, a fumaça preta e fervente entra em erupção de buracos na terra e forma uma nuvem que cresce para obliterar o céu. Sam e Dean entram no Impala e tentam desesperadamente escapar. |              |                                       |                       |                                                                      |                         |                  |                     |

## Produção
The CW renovou Supernatural para uma décima temporada em 12 de fevereiro de 2014. Mark Sheppard, que tinha sido recorrente na série desde a quinta temporada como Crowley, foi promovido a regular. O início das gravações da décima temporada começaram no dia 8 de julho de 2014 e terminaram no dia 31 de março de 2015. Assim como em outras temporadas, Jensen Ackles dirigiu o primeiro episódio a ser filmado, embora o terceiro a ser exibido. O quinto episódio da temporada, intitulado "Fan Fiction", é o número 200 da série em geral. O showrunner Jeremy Carver descreveu o episódio 200 como um tipo de "carta de amor" para os fãs da série.

## Recepção

### Resposta da crítica
O site agregador de críticas Rotten Tomatoes relata um índice de aprovação de 100% para a décima temporada de Supernatural, com uma classificação média de 7.67/10 baseada em 8 avaliações.

### Audiência
| №  | Título                       | Exibição original       | Rating/share (18–49) | Audiência (em milhões) | DVR (18–49) | Audiência em DVR (milhões) | Total (18–49) | Audiência total (em milhões) | Ref(s) |
| -- | ---------------------------- | ----------------------- | -------------------- | ---------------------- | ----------- | -------------------------- | ------------- | ---------------------------- | ------ |
| 1  | "Black"                      | 7 de outubro de 2014    | 1.1/3                | 2.50                   | —           | —                          | —             | —                            | —      |
| 2  | "Reichenbach"                | 14 de outubro de 2014   | 1.0/3                | 2.13                   | —           | —                          | —             | —                            | —      |
| 3  | "Soul Survivor"              | 21 de outubro de 2014   | 0.9/2                | 2.08                   | —           | —                          | —             | —                            | —      |
| 4  | "Paper Moon"                 | 28 de outubro de 2014   | 0.8/2                | 1.93                   | 0.5         | —                          | 1.3           | —                            | [ 33 ] |
| 5  | "Fan Fiction"                | 11 de novembro de 2014  | 0.9/3                | 2.17                   | —           | —                          | —             | —                            | —      |
| 6  | "Ask Jeeves"                 | 18 de novembro de 2014  | 1.0/3                | 2.54                   | —           | —                          | —             | —                            | —      |
| 7  | "Girls, Girls, Girls"        | 25 de novembro de 2014  | 0.9/3                | 2.30                   | 0.5         | —                          | 1.4           | —                            | [ 34 ] |
| 8  | "Hibbing 911"                | 2 de dezembro de 2014   | 0.9/3                | 2.33                   | —           | —                          | —             | —                            | —      |
| 9  | "The Things We Left Behind"  | 9 de dezembro de 2014   | 1.0/3                | 2.62                   | —           | —                          | —             | —                            | —      |
| 10 | "The Hunter Games"           | 20 de janeiro de 2015   | 0.9/3                | 2.42                   | —           | —                          | —             | —                            | —      |
| 11 | "There's No Place Like Home" | 27 de janeiro de 2015   | 0.7/2                | 2.06                   | 0.6         | —                          | 1.3           | —                            | [ 35 ] |
| 12 | "About a Boy"                | 3 de fevereiro de 2015  | 0.8/2                | 2.21                   | 0.6         | —                          | 1.4           | —                            | [ 36 ] |
| 13 | "Halt & Catch Fire"          | 10 de fevereiro de 2015 | 0.8/3                | 1.98                   | 0.6         | —                          | 1.4           | —                            | [ 37 ] |
| 14 | "The Executioner's Song"     | 17 de fevereiro de 2015 | 0.8/2                | 2.09                   | 0.6         | —                          | 1.4           | —                            | [ 38 ] |
| 15 | "The Things They Carried"    | 18 de março de 2015     | 0.6/2                | 1.73                   | —           | —                          | —             | —                            | —      |
| 16 | "Paint It Black"             | 25 de março de 2015     | 0.7/2                | 1.70                   | 0.7         | —                          | 1.4           | —                            | [ 39 ] |
| 17 | "Inside Man"                 | 1 de abril de 2015      | 0.6/2                | 1.70                   | 0.5         | —                          | 1.1           | —                            | [ 40 ] |
| 18 | "Book of the Damned"         | 15 de abril de 2015     | 0.6/2                | 1.76                   | —           | —                          | —             | —                            | —      |
| 19 | "The Werther Project"        | 22 de abril de 2015     | 0.7/2                | 1.63                   | —           | —                          | —             | —                            | —      |
| 20 | "Angel Heart"                | 29 de abril de 2015     | 0.7/2                | 1.74                   | —           | —                          | —             | —                            | —      |
| 21 | "Dark Dynasty"               | 6 de maio de 2015       | 0.6/2                | 1.45                   | 0.4         | —                          | 1.0           | —                            | [ 41 ] |
| 22 | "The Prisoner"               | 13 de maio de 2015      | 0.7/2                | 1.75                   | —           | —                          | —             | —                            | —      |
| 23 | "Brother's Keeper"           | 20 de maio de 2015      | 0.7/2                | 1.73                   | 0.6         | 1.06                       | 1.3           | 2.79                         | [ 42 ] |

## Lançamento em DVD
| Supernatural: The Complete Tenth Season |                       |                       | | | | | | |
| Capa do DVD                             | Capa do DVD           | Capa do DVD           | Detalhes do conjunto | Detalhes do conjunto | Detalhes do conjunto | Características especiais | Características especiais | Características especiais |
|                                         |                       |                       | - 23 episódios - 4 discos (Blu-ray); 6 discos (DVD) - Audio em Inglês (Dolby Digital 5.1 Surround), Português - Hard of Hearing Legendas: Inglês - Legendas: Inglês, Chinês, Coreano, Português, Espanhol, Francês, Tailandês | - 23 episódios - 4 discos (Blu-ray); 6 discos (DVD) - Audio em Inglês (Dolby Digital 5.1 Surround), Português - Hard of Hearing Legendas: Inglês - Legendas: Inglês, Chinês, Coreano, Português, Espanhol, Francês, Tailandês | - 23 episódios - 4 discos (Blu-ray); 6 discos (DVD) - Audio em Inglês (Dolby Digital 5.1 Surround), Português - Hard of Hearing Legendas: Inglês - Legendas: Inglês, Chinês, Coreano, Português, Espanhol, Francês, Tailandês | - A Very Special Supernatural Special - Supernatural Theatre: Staging The 200th Episode - The Winchester Mythology: Battling the Mark and The Blade - Supernatural Fans - Supernatural: 2014 Comic-Con Panel - Comentários em áudio - Cenas deletadas - Erros de gravação | - A Very Special Supernatural Special - Supernatural Theatre: Staging The 200th Episode - The Winchester Mythology: Battling the Mark and The Blade - Supernatural Fans - Supernatural: 2014 Comic-Con Panel - Comentários em áudio - Cenas deletadas - Erros de gravação | - A Very Special Supernatural Special - Supernatural Theatre: Staging The 200th Episode - The Winchester Mythology: Battling the Mark and The Blade - Supernatural Fans - Supernatural: 2014 Comic-Con Panel - Comentários em áudio - Cenas deletadas - Erros de gravação |
| Datas de lançamento                     |                       |                       | | | | | | |
| Região 1                                | Região 1              | Região 1              | Região 2 | Região 2 | Região 2 | Região 4 | Região 4 | Região 4 |
| 8 de setembro de 2015                   | 8 de setembro de 2015 | 8 de setembro de 2015 | 21 de março de 2016 | 21 de março de 2016 | 21 de março de 2016 | 9 de setembro de 2015 | 9 de setembro de 2015 | 9 de setembro de 2015 |